# Éamonn Ceannt
Éamonn Ceannt (nascut Edward Thomas Kent (21 de setembre, 1881 – 8 de maig, 1916) fou un nacionalista irlandès, un dels herois de l'Aixecament de Pasqua.
Ceannt Nasqué a Glenamaddy, Ballymore, Comtat de Galway, el gran de set germans. El seu pare era membre de la Royal Irish Constabulary. Quan es va retirar el 1892, es va traslladar amb la família a Dublín.
Allí fou on el jove Edward començà a interessar-se pel nacionalisme irlandès. Es va unir a la Lliga Gaèlica, adoptà la versió irlandesa del seu nom (Éamonn), i arribà a ser mestre de gaita uilleann, que va arribar a tocar davant el Papa Pius X, qui havia acompanyat a un grup d'antics capellans irlandesos exiliats durant molts anys. També treballà com a comptable per a l'ajuntament de Dublín.

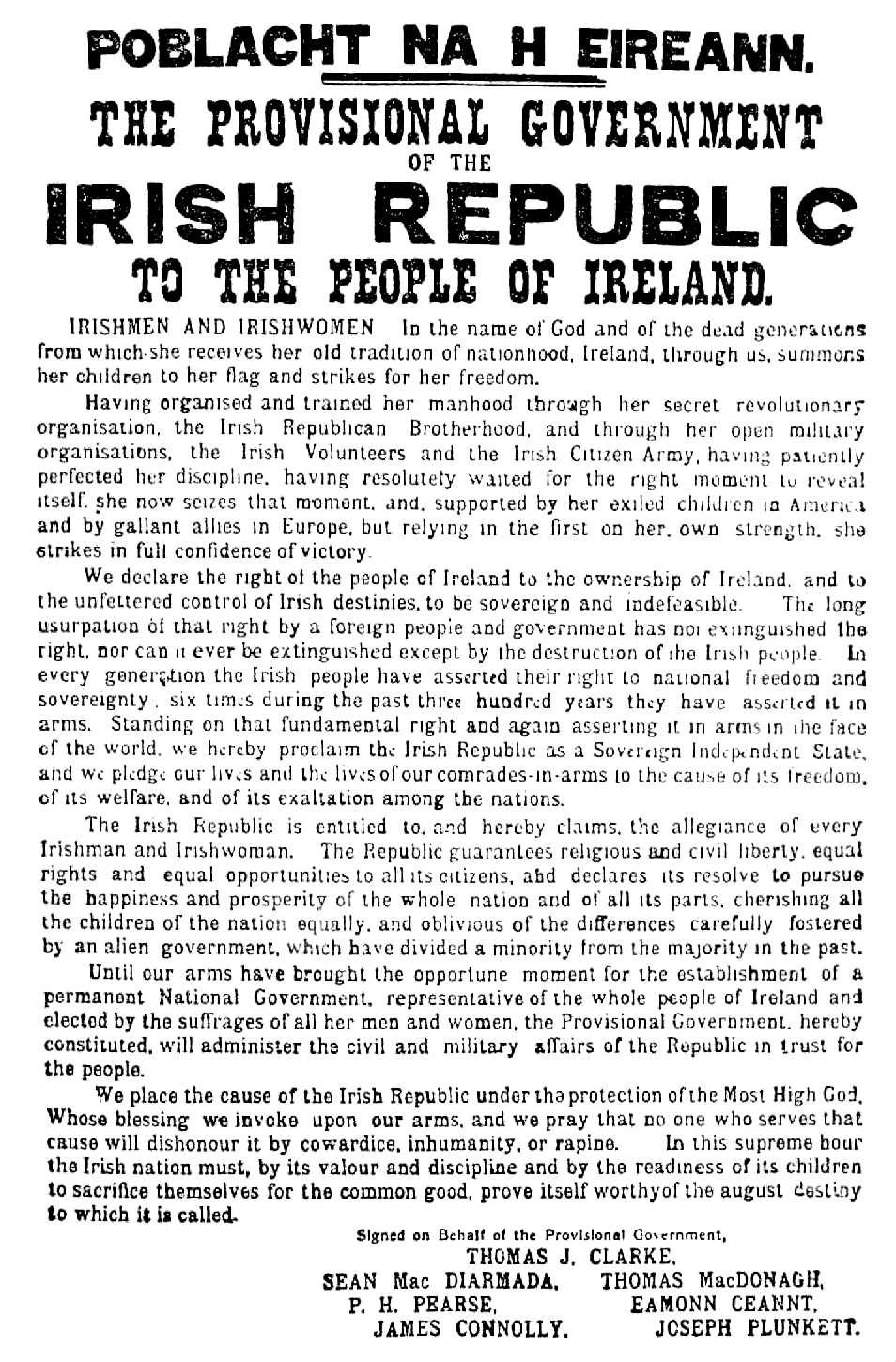
La Proclamació de Pàsqua. Vegeu el nom d'Éamonn Ceannt entre els signants

Cap al 1913 es va fer membre de la Germandat Republicana Irlandesa, i més tard fou un dels membres fundadors dels Voluntaris Irlandesos. Donada la seva importància en la preparació de l'Aixecament de Pasqua de 1916, fou un dels primers membres del seu Comité Militar i un dels set signants de la Proclamació de Pasqua. Fou el comandant del 4t Batalló dels Voluntaris, i duran la revolta es va mantenir a South Dublin Union i la destil·leria Marrowbone Lane, amb un centenar d'homes a les seves ordres, entre els quals destacaven els seus lloctinents Cathal Brugha, i William T. Cosgrave. La seva unitat lluità intensament durant la setmana, però es va rendir quan ho va ordenar el seu oficial superior Patrick Pearse. La posició de Ceannt fou una de les que no fou derrotada en lluita, com la d'Éamonn de Valera a Boland's Mill.
Ceannt fou tancat a la presó de Kilmainham fins que fou executat per afusellament el 8 de maig de 1916, als 34 anys.